# Palacete de La Najarra
El palacete de La Najarra es un edificio situado en el municipio español de Almuñécar, en la provincia de Granada. En la actualidad el recinto acoge la sede de la Oficina Municipal de Turismo.

## Historia
La construcción del palacete fue promovida por Encarnación Márquez González de Mendoza, esposa del industrial azucarero Rafael Márquez y Osorio-Calvache. Las obras transcurrieron a mediados del siglo xix. Se trata de un edificio de estilo neoárabe inserto originalmente en la finca «La Najarra», la cual contaba con una superficie de casi una hectárea y media de extensión. Junto al palacete se encontraban un par de viviendas, una zona ajardinada con un parral y un pozo con su alberca. 
En la década de 1940, siendo propiedad del industrial azucarero Tomás Galiana Montes, se realizaron diversas intervenciones con el fin de rehabilitar y reparar los daños provocados por un bombardeo durante la Guerra Civil. La posterior expansión urbanística de Almuñécar supuso que el palacete quedase enclavado en pleno casco urbano. En la actualidad el edificio es de titularidad municipal.